# Monsieur Chouchani
Monsieur Chouchani, o Shushani (9 gennaio 1895 – Montevideo, 26 gennaio 1968), è stato un rabbino, filosofo forse francese, ignoto ed enigmatico docente ebreo, che ha insegnato ad un ristretto numero di personaggi poi distintisi nell'Europa post bellica, tra cui Emmanuel Lévinas ed Elie Wiesel.

## Biografia
Poco si conosce di "M. Chouchani" (מר שושני), nemmeno il nome, che ha gelosamente sempre tenuto segreto. Le sue origini sono completamente ignote, mentre la lapide sulla sua tomba (situata a Montevideo, Uruguay, dove morì nel gennaio 1968) recita:
L'epitaffio fu dettato da Elie Wiesel, che pagò la stessa tomba. Il nome "Chouchani" o "Shushani," che significa "originario di Shush" (l'antica Susa, capitale del regno di Elam), è probabilmente solo un riferimento allegorico o un gioco di parole. Elie Wiesel ipotizzò che il vero nome di Chouchani fosse Mordechai Rosenbaum, mentre il professor Shalom Rosenberg dell'Università ebraica di Gerusalemme sostiene che il vero nome di Chouchani fosse Hillel Perlmann. 
Egli conosceva più di 70 lingue, sempre trasandato, scostante, e con una sola valigia di cartone come bene.
Benché non si abbia notizia di alcun corpus di scritti di Chouchani, egli ha lasciato una chiara influenza intellettuale nei suoi allievi. Chouchani si presentava come un semplice vagabondo e tuttavia padroneggiava amplissimi ambiti del sapere, tra cui scienza, matematica, filosofia e soprattutto il Talmud. Gran parte dei pochi dettagli della sua vita sono noti solo attraverso le parole e le interviste di alcuni suoi studenti o gli aneddoti di persone che l'hanno incontrato nel corso degli anni. A proposito, Haim Baharier, che lo conobbe quando era piccolo e suo padre lo ospitò in casa le volte che M. suonava alla porta, si ricorda che quando sparì, lasciò in casa sua la valigia di cartone che dentro conteneva solo pochi fogli di economia sottolineati a mano, un libro in ebraico e alcune forchette o cucchiaini di latta.
Chouchani apparve a Parigi dopo la Seconda guerra mondiale, dove insegnò tra il 1947 e il 1952 come precettore nella comunità dei reduci dei campi di sterminio, a cui teneva lezioni di Bibbia, Talmud ma anche fisica, matematica e filosofia; viveva ospite di casa in casa per un po', poi spariva. 
Sparì per un po' e riapparve brevemente nel neonato stato di Israele, vivendo in un kibbutz, quindi tornò a Parigi per riapparire poco dopo in Sud America, dove rimase sino alla morte.
Il giornalista francese Salomon Malka nel 1994 ha pubblicato un libro su di lui intitolato Monsieur Chouchani: L'enigme d'un maitre du XXe siecle (ora tradotto in italiano da Alessandro Paris, con il titolo Monsieur Chouchani. L'enigma di un maestro del XX secolo, Morcelliana, Brescia 2017).
A Gerusalemme a metà luglio 2019 sono stati venduti all'asta alcuni suoi diari.
La televisione israeliana ha commissionato al regista Michael Greenspan un docu-film su "M. Chouchani", che verrà trasmesso sul finire del 2019, con "...Foto inedite, nuovi elementi biografici, aneddoti incredibili ma veri,... Tavole illustrate della sua vita rocambolesca e rivelazioni sulla sua e le sue identità, e soprattutto, quel che mi interessava di più, gli insegnamenti inediti che per la prima volta posso offrire al pubblico".
Diceva Emmanuel Lévinas di lui "Si sono dette molte cose su Chouchani, ma la realtà fu grandemente più bella della leggenda".
Lévinas e Wiesel lo venerarono come maestro e prototipo di ebreo errante senza patria, che ritiene di avere da Dio la missione spirituale di portare il monoteismo e la Torah fra i popoli del mondo.